# Michael Raymond-James
Michael Raymond-James (nacido Michael Weverstad; Detroit, Míchigan; 24 de diciembre de 1977) es un actor estadounidense, más conocido por interpretar a Rene Lenier en la primera temporada de la serie de la HBO, True Blood, a Britt Pollack en la serie de  FX, Terriers y a Neal Cassidy en el drama de la ABC, Once Upon a Time.

## Vida y carrera
Raymond-James nació en Detroit, Míchigan, y se graduó en la Escuela Secundaria Clarkston en 1996, donde fue un futbolista destacado. Comenzó haciendo teatro y estudió en el Lee Strasberg Theatre and Film Institute en Nueva York, con George Loros, Geoffrey Horne y Robert Castle. Después de varias apariciones en escenarios de Nueva York, incluyendo "The Petrified Forest" en el Pantheon Theater, se mudó a Los Ángeles.
Ha sido invitado en series como CSI: Crime Scene Investigation, NCIS, Medium, Boston Legal, ER y en el estreno de la segunda temporada de Lie to Me. Michael protagonizó "Terriers", serie original de FX, que fue cancelada el 6 de diciembre de 2010, tras la primera temporada.
En su debut Raymond-James interpretó al mejor amigo de Justin Timberlake en Black Snake Moan con Christina Ricci y Samuel L. Jackson. También protagonizó la premiada película de Jonny Hirschbein corto "The Fix", trabajando junto a Robert Partick y David Paymer. Sus créditos en largometrajes incluyen "Moonlight Serenade", interpretando a un prodigio del piano frente a la nominada al Oscar, Amy Adams.
En un episodio de The Walking Dead titulado "Nebraska", Raymond-James interpretó a un hombre joven llamado Dave, que representa una amenaza para el protagonista de la serie Rick Grimes (Andrew Lincoln) y su grupo.
Aparece como recurrente en la segunda temporada de Once Upon a Time, interpretando a Baelfire/Neal Cassidy, el padre de Henry (Jared S. Gilmore) e hijo de Rumpelstiltskin (Robert Carlyle). Para la tercera temporada de la serie, Michael fue ascendido al elenco principal.

## Filmografía
- See (2022) (Serie de televisión)
- Law & Order: Organized Crime (2021) (Serie de televisión)
- Big Sky (2021) (Serie de televisión)
- Sweet Girl (2021)
- Billions (2019-2020) (Serie de televisión)
- "Game of silence"(2016)
- Jack Reacher (2012)
- Once Upon a Time (2012-2014) (Serie de televisión)
- The Walking Dead (2012) (Serie de televisión)
- Law & Order: SVU (2011) (Serie de televisión)
- The Twenty (2010)[3]
- Terriers (2010) (Serie de televisión)
- True Blood (2008) (Serie de televisión)
- Black Snake Moan  (2006)